# Brgulje
Brgulje est un village de la municipalité de Zadar (Comitat de Zadar) en Croatie. Au recensement de 2011, la ville comptait 48 habitants.